# اتحاد السينمائيين لجمهورية أذربيجان
اتحاد السينمائيين لجمهورية أذربيجان (بالأذرية: Azərbaycan Respublikası Kinematoqrafçılar İttifaqı) - هي جمعية اجتماعية للمصورين السينمائيين الأذربيجانيين. تأسس الاتحاد في 21 يونيو عام 2012.

## التأسيس
تم تأسيس اتحاد السينمائيين لجمهورية أذربيجان في مؤتمر الذي عقدت على موضوع «السينما والمشاكل المفاهيمية» في مركز نيظامي للسينما في 21 يونيو، عام 2012.:
وإنتخبت الفنانة الشعبية شفيقا مامادوفا رائسة الأتحاد، وجميل قولييف سكرتيرا تنفيذيا للأتحاد.
تشمل أعضاء مجلس الإدارة للاتحاد: شفيقا مامادوفا، مايس أغابايوف، رامز فتالييف، مشفيغ حتاموف، سيافوش كريمي، جميل قولييف، إلدار غولييف، يوسف غولييف، واغيف مصطفاييف، ناريمان محمدوف، أقتاي ميركاسيموف، أياز سلاييف.
تم تأسيس جائزة السينما الوطنية من قبل اتحاد السينمائيين لجمهورية أذربيجان.

## حائزون على جائزة السينما الوطنية
- 2012 - يشار نوري
- 2013 - علاء الدين عباسوف
- 2014 - رافيز اسماعيلوف
- 2015 - مايس أغابايوف
- 2016 - إلدار غولييف
- 2017 - واغيف مصطفى
- 2018 - أوكتاي ميرغاسيموف